# Noordburen
Noordburen est une localité située dans la commune néerlandaise de Hollands Kroon, dans la province de la Hollande-Septentrionale.

## Histoire
Noordburen est situé au nord de Zandburen et de Hippolytushoef et à l'ouest de Stroe.
Jusqu'au 31 décembre 2011, Noordburen fait partie de la municipalité de Wieringen. Le 1er janvier 2012, dans le cadre d'une réorganisation municipale (nl), Noordburen est rattachée à Hollands Kroon, commune formée par la réunion d'Anna Paulowna, de Niedorp, de Wieringen et de Wieringermeer.

## Population
En 1840, la population s'élevait à 24 habitants, sensiblement le même nombre qu'aujourd'hui. 